# 宝音德力格尔
宝音德力格尔（1934年2月—2013年5月22日），女，蒙古族，内蒙古自治区呼伦贝尔市新巴尔虎左旗人。中国女高音歌唱家，中国音乐家协会会员，第三届全国人大代表。